# Karl Gottlieb Umbreit
Karl Gottlieb Umbreit (Rehestädt, 9 de gener de 1763 - 28 d'abril de 1829) fou un organista i compositor alemany. Estudià principalment a Erfurt, on va tenir per mestre al cèlebre Kittel i el 1783 aconseguí una plaça d'organista a Sonneborn, que desenvolupà per espai de trenta-cinc anys i que deixà a causa d'una disputa que va tenir amb el cantor d'aquell lloc, traslladant-se llavors a Oppenheim.
Les seves obres principals són: Allgemeine Choralbuch für die Protestantiche Kirche, col·lecció que conté 332 corals harmonitzades a quatre veus amb un llarg prefaci (Gotha, 1811), i Die Evangelischen Kirchenmelodien zur Verbesserung des hauslichen und kirchlichen Gesangs (1817). A més, escriví sis quaderns amb dotze números cadascun per a orgue, cinquanta melodies corals a 4 veus, Leichte Choralvorspiele, corals variades, etc.